# Larsbach
Larsbach (kurz LA) ist ein Ortsteil des Marktes Wolnzach im oberbayrischen Landkreis Pfaffenhofen an der Ilm. Das Kirchdorf liegt im fruchtbaren Tertiärhügelland der Hallertau, dem größten zusammenhängenden Hopfenanbaugebiet der Welt, am oberen Larsbach.

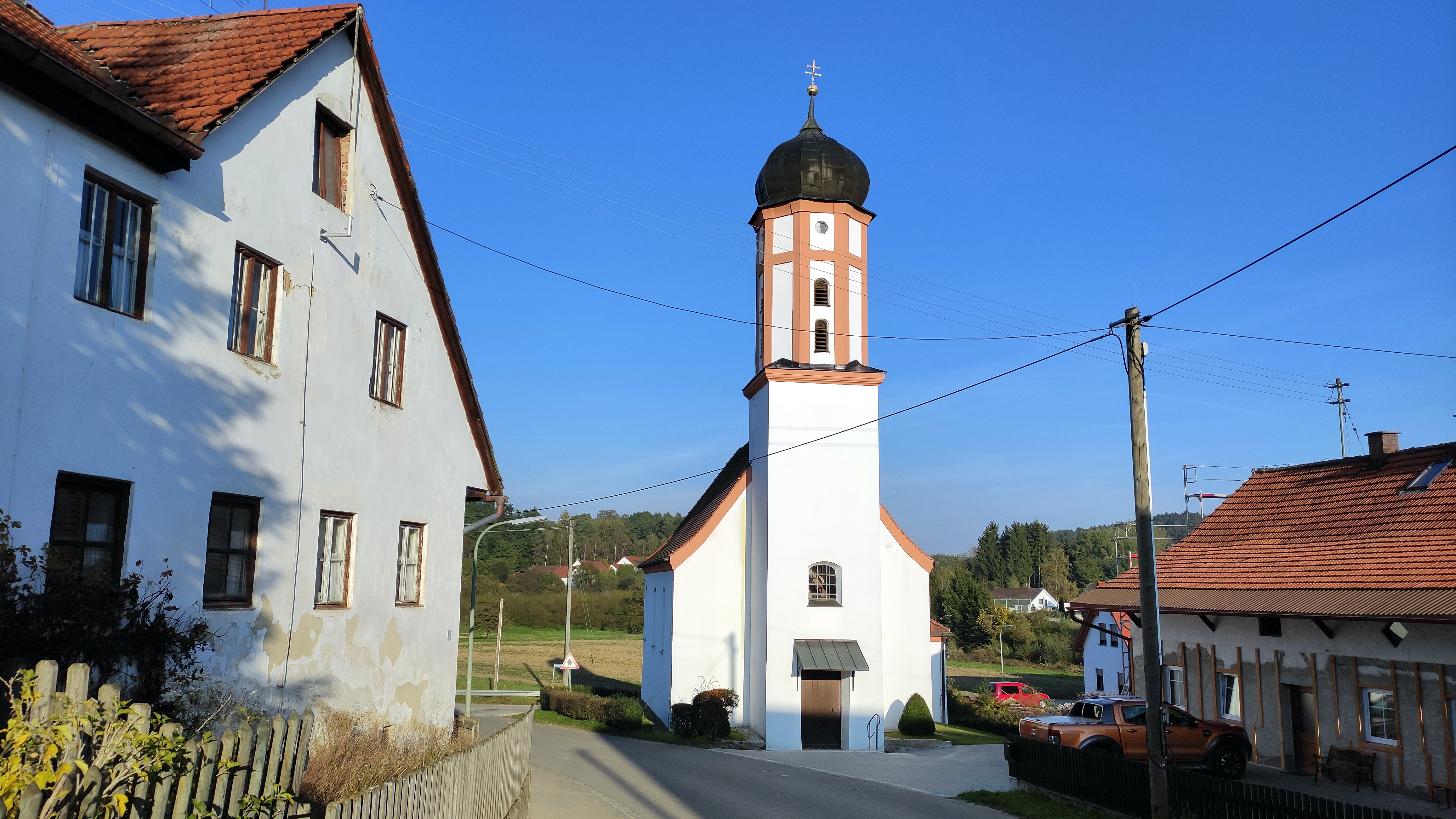
Filialkirche Hl. Kreuz in Larsbach

## Geschichte
Die katholische Filialkirche Hl. Kreuz, 1465 erstmals erwähnt, ist im Kern spätmittelalterlich und wurde 1736 umgebaut.
Larsbach wurde im Zuge der Verwaltungsreformen in Bayern 1818 eine selbständige politische Gemeinde, zu der auch die Orte Grubwinn, Hirnsberg und Kumpfmühle gehörten. Am 1. Januar 1978 wurde die Gemeinde Larsbach in den Markt Wolnzach eingegliedert.

## Wirtschaft
In Larsbach befindet sich die Privatbrauerei Lampl-Bräu, dort werden Spezialbiere gebraut und es werden Führungen angeboten.